# Глен-Еко (Меріленд)
Глен-Еко (англ. Glen Echo) — місто (англ. town) в США, в окрузі Монтгомері штату Меріленд. Населення — 255 осіб (2010).

## Географія
Глен-Еко розташований за координатами 38°58′5″ пн. ш. 77°8′28″ зх. д. / 38.96806° пн. ш. 77.14111° зх. д. (38.968176, -77.141092).  За даними Бюро перепису населення США в 2010 році місто мало площу 0,27 км², уся площа — суходіл.

## Демографія
Згідно з переписом 2010 року, у місті мешкало 255 осіб у 96 домогосподарствах у складі 66 родин. Густота населення становила 950 осіб/км².  Було 100 помешкань (372/км²).
Расовий склад населення:
| - 92,5 % — білих - 2,4 % — азіатів - 1,2 % — чорних або афроамериканців - 1,6 % — осіб інших рас |

До двох чи більше рас належало 2,4 %. Частка іспаномовних становила 3,9 % від усіх жителів.
За віковим діапазоном населення розподілялося таким чином: 27,5 % — особи молодші 18 років, 59,6 % — особи у віці 18—64 років, 12,9 % — особи у віці 65 років та старші. Медіана віку мешканця становила 42,4 року. На 100 осіб жіночої статі у місті припадало 91,7 чоловіків;  на 100 жінок у віці від 18 років та старших — 88,8 чоловіків також старших 18 років.
Середній дохід на одне домашнє господарство  становив 204 796 доларів США (медіана — 186 875), а середній дохід на одну сім'ю — 230 553 долари (медіана — 215 000). Медіана доходів становила 147 500 доларів для чоловіків та 130 417 доларів для жінок. 
Цивільне працевлаштоване населення становило 152 особи. Основні галузі зайнятості: науковці, спеціалісти, менеджери — 28,3 %, освіта, охорона здоров'я та соціальна допомога — 17,1 %, інформація — 10,5 %, публічна адміністрація — 9,9 %.